# Kirche Alt Schöneberg

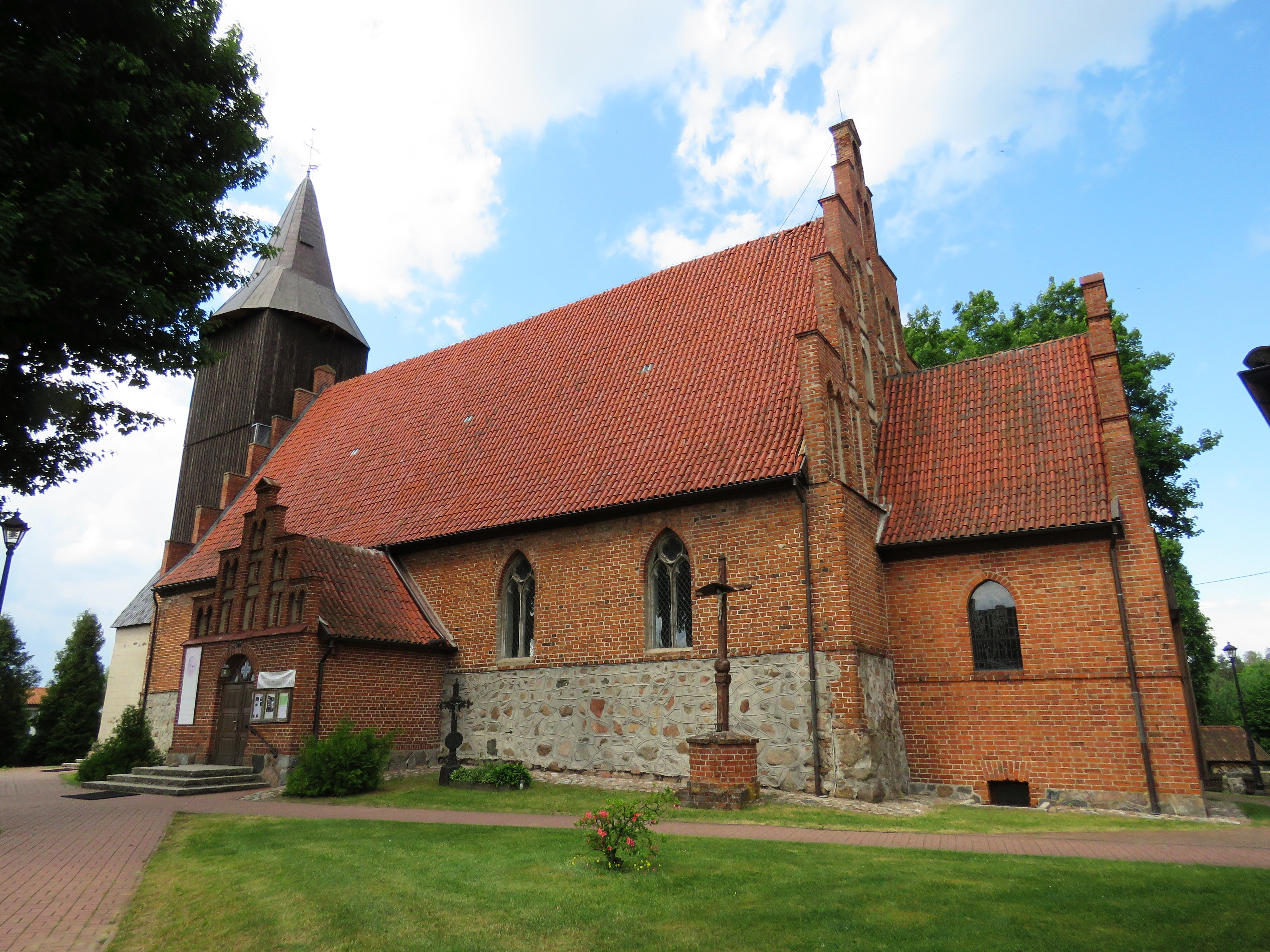
Kirche Alt Schöneberg

Die römisch-katholische Kirche Alt Schöneberg ist eine der Maria Magdalena gewidmete Kirche in Wrzesina, die aus der Zeit des Deutschordensstaates stammt. Früher war der Ort Teil des deutschen Landkreises Allenstein.

## Geschichte
Die Handfeste des Ortes, in der jedoch keine Kirche dotiert wird, stammt von 1352. In einer zweiten Handfeste von 1575 ist die Kirche inzwischen mit sechs Hufen dotiert. Der fast schmucklose Bau gibt wenige Anhaltspunkte für eine Datierung, die gekuppelten Spitzbögen des Ostgiebels sind jedoch ein typisches Element der späteren Bauten Ende des 15. Jahrhunderts. Im Jahr 1872 wurde der Ostgiebel restauriert und der Westgiebel neu erbaut. Nach 1935 wurden ein Chor im Osten sowie die Vorhalle angebaut und die Fenster vergrößert.

## Bauwerk
Die Kirche ist ein ungewölbter Saalbau mit vorgebautem Westturm, dessen Erdgeschoss massiv ist. Mittelalterliche Bauteile sind zum größten Teil erhalten. Der Bau hat einen hohen Feldsteinsockel, im oberen Mauerbereich Backstein im gotischen Verband. Der Bau ist weitgehend schmucklos und hat keine Strebepfeiler. Der Übergang zwischen Feldstein- und Backsteinbereich ist durch eine leicht vortretende Backstein-Reihe gekennzeichnet. Der Raum hat zwei Fenster im Süden und zwei Fenster im Norden, deren Formen modern sind. Die Sakristei mit einem gleich hohem Feldsteinsockel wie das Langhaus hat ein gestuftes Rundbogenfenster nach Osten. Der Turm ist nur im Erdgeschoss in Mauerwerk errichtet. Der Ostgiebel ist ein fünfachsiger Staffelgiebel mit gekuppelten Spitzbogenblenden und durchlaufendem Mittelsteg. Der Ostgiebel zeigt eine reichere Gliederung mit Formen aus dem späten 15. Jahrhundert. Bemerkenswert ist die Turmhalle mit Durchgang in Nordsüdrichtung.